# 2019 au Luxembourg
Chronologie du Luxembourg
- 2015
- 2016
- 2017
- 2018
- 2019
- 2020
- 2021
- 2022
- 2023

Événements de l'année 2019 au Luxembourg.

## Événements

### Janvier
- 1er janvier : le revenu d'inclusion sociale (REVIS) entre en vigueur, succédant ainsi au revenu minimum garanti (RMG) qui était en place depuis 1986[1].

### Février
- 24 février : Journée nationale de la résistance[2].

### Mars
- 12 mars : élections sociales.
- 15 mars : 15 000 manifestants — essentiellement des jeunes — se sont rendus dans les rues de la capitale dans le cadre d'une marche pour le climat organisée à l’initiative de la militante suédoise Greta Thunberg[3],[4]. Cette mobilisation revêt un caractère international.

### Avril
- 23 avril : Mort du Grand-duc Jean

### Mai
- 9 mai : la Journée de l'Europe est pour la première fois célébrée comme un jour férié[5].
- 26 mai : élection de six députés européens représentants le Luxembourg au Parlement européen.

### Juin
- 5 – 9 juin : 79e édition du Tour de Luxembourg remporté par le coureur cycliste espagnol Jesús Herrada.
- 11 juin : procession dansante d'Echternach.
- 23 juin : Fête nationale.

### Août
- 23 août – 11 septembre : édition 2019 de la Schueberfouer.

### Septembre

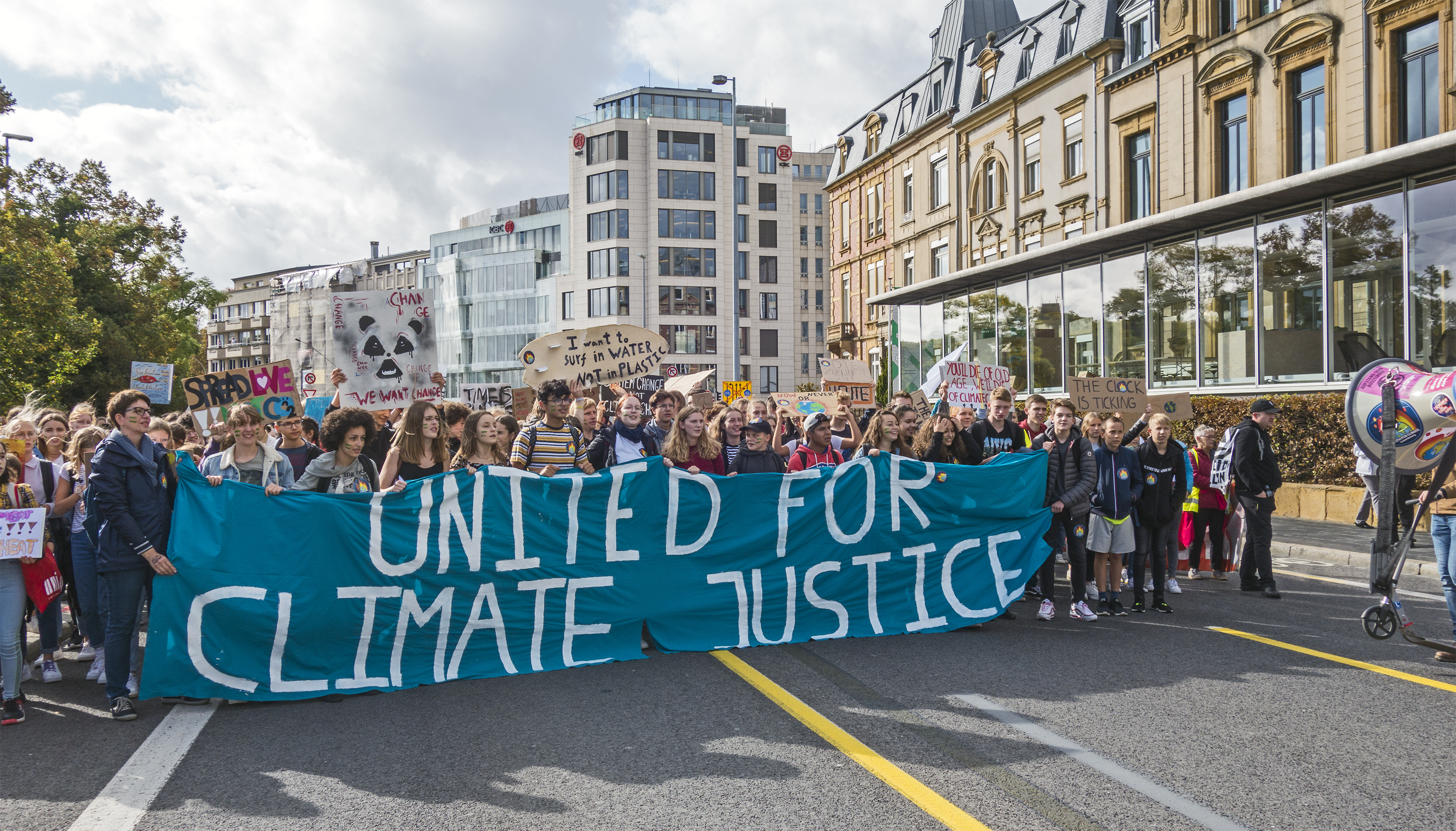
Manifestation pour le climat le 27 septembre à Luxembourg.

- 20 septembre : environ 5 000 manifestants — essentiellement des étudiants luxembourgeois — se sont rendus dans les rues de la capitale dans le cadre d'une marche pour le climat organisée par le mouvement Youth for Climate Luxembourg[6]. Une semaine après, ce sont entre 2 500 et 3 000 personnes qui ont défilé dans les rues de la capitale. Cette mobilisation a réuni quatre cortèges distincts d’élèves, de citoyens, d’ONG et de syndicats réunis sous la bannière « United for Climate Justice »[7].

### Octobre
- 5 octobre : Jean-Claude Hollerich est créé cardinal par le pape François à l'issue d'une cérémonie qui s'est tenue en la basilique Saint-Pierre. C'est le premier cardinal luxembourgeois[8].
- 10 octobre : Journée de la commémoration nationale.
- 11 octobre : remaniement du gouvernement Bettel-Schneider-Braz.
- 15 – 17 octobre : visite d'État au Luxembourg du roi et de la reine des Belges, Philippe et Mathilde d'Udekem d'Acoz en présence du Vice-Premier ministre et ministre des Affaires étrangères Didier Reynders et des Ministres-Présidents des Communautés et Régions[9].

## Décès
- 10 janvier : Philippe de Lannoy (en), noble.
- 11 février : Alix de Luxembourg, membre de la famille grand-ducale.
- 21 février : 
  - Benny Berg, homme politique.
  - Triny Bourkel (lb), sportif.
- 23 mars : Ferd Lahur (lb), sportif.
- 3 avril : Albertine Biermann (lb), botaniste.
- 4 avril : Jean Goedert (lb), homme politique[10].
- 23 avril : Jean, Grand-duc de Luxembourg de 1964 à 2000.
- 1er mai : Pierre Berchem (lb), sculpteur.
- 10 mai : Nicolas Eickmann (lb), homme politique[11].
- 3 juillet : Pol Cruchten, réalisateur[12].
- 2 août : Nick Rollinger, producteur de cinéma[13],[14].
- 27 octobre : Paul Margue, historien[15].
- 6 novembre : René Hoffmann, footballeur.
- 15 novembre : Marcel Mart, homme politique.
- 26 décembre : Nicolas Estgen, homme politique.